# Дейкалівка
Де́йкалівка — село в Україні, у Полтавському районі Полтавської області, з 2020 року входить до Зіньківської міської громади. Населення становить 948 осіб. До 2020 орган місцевого самоврядування — Дейкалівська сільська рада.

## Географія
Село розташоване на березі річки Грунь у місці впадання в неї річки Мужева Долина, вище за течією на відстані 1,5 км розташоване село Підозірка, нижче за течією примикає село Піщанка. До села примикає лісовий масив (сосна).

## Походження назви
Село було засноване втікачами із Запоріжжя братами Дейками. Найвпливовішим серед них був Захар Дейка, за прізвищем якого й пішла назва.

## Історія
Засноване на початку 17 століття. Село відносилося до Гадяцького полку Зіньківської першої сотні, було власністю українських гетьманів з часів Богдана Хмельницького. 1764 подароване Катериною II гетьману К. Розумовському, в 1782 було викуплене державною казною.
За ревізіями 1859—1882 років у колишньому державному та власницькому селі, центрі Дейкалівської волості Зіньківського повіту Полтавської губернії існувало дві православні церкви (Всіхсвятська і Різдва Богородиці), сільська управа, парафіяльне училище, три заводи: маслобійний, селітроварний, свічковий, 4 постоялі двори, 25 вітрових млинів, 2 лавки, 3 ярмарки, базар.
За ініціативою різночинця Петра Затворницького у Дейкалівці виникло вперше в Росії товариство тверезості, яке офіційно було затверджено у 1874 році.
Радянська окупація розпочалась в січні 1918 року. 1926 року село стало центром сільської ради Зіньківського району. З 1929 року діяв ТСОЗ «Незаможник».
У Національній книзі пам'яті жертв Голодомору 1932—1933 років в Україні перелічено 283 жителі села, що загинули від голоду. Свідок так згадує про ті події:
|  | Голодомор 1932–1933 років був особливо важким і трагічним. […] Особливо важко було в 1933 році, коли з села вивезли весь хліб. Основна маса жителів села була позбавлена будь-яких засобів існування. Виїзд з села за межі України був заборонений. Щоб вижити, робили «лепешки» з листків липи. Ці листки натиралися, змочувалися водою і запікалися. Також ходили по полях в пошуках мерзлої картоплі. […] У селі ходили євреї, які за золото продавали темне борошно.[…] Деякі сусіди з села вимерли повністю |

Село у часи німецько-радянської війни було окуповане нацистськими військами з 7 жовтня 1941 до 9 вересня 1943 року. До Німеччини на примусові роботи вивезено 111 осіб, спалено 74 хати, розстріляно 9 жителів, загинуло на фронтах 305 односельчан, під час визволення села загинуло 104 радянських воїнів.
12 червня 2020 року, відповідно до розпорядження Кабінету Міністрів України № 721-р «Про визначення адміністративних центрів та затвердження територій територіальних громад Полтавської області», село увійшло до складу Зіньківської міської громади.
19 липня 2020 року, в результаті адміністративно - територіальної реформи та ліквідації Зіньківського району, село увійшло до складу новоутвореного Полтавського району Полтавської області.

## Демографія

### Чисельність
1859 року у козацькому селі налічувалось 303 двори, мешкало 2157 осіб (1069 чоловіків та 1088 жінок).
1882 року — 456 дворів (399 — козацьких), 2363 жителі. Землі — 8487 дес.
Станом на 1885 рік у колишньому державному та власницькому селі мешкало 3052 осіб, налічувалось 383 дворових господарств.
1900 року у селі — волосне правління, діяло 2 сільські громади (козаків і селян-власників), 495 дворів, 2301 житель. 1910 року — 477 дворів, 2486 жителів, орної землі — 2662 дес.
1926 року — 625 господарств, 3028 жителів.
| 1859  | 1882  | 1900  | 1910  | 1926  | 1990  | 2001 |
| ----- | ----- | ----- | ----- | ----- | ----- | ---- |
| 2 157 | 2 363 | 2 301 | 2 486 | 3 028 | 1 082 | 948  |
|       | ▲     | ▼     | ▲     | ▲     | ▼     | ▼    |

### Мова
Розподіл населення за рідною мовою за даними перепису 2001 року:
| Мова       | Кількість | Відсоток |
| ---------- | --------- | -------- |
| українська | 931       | 98.21%   |
| російська  | 10        | 1.05%    |
| румунська  | 7         | 0.74%    |
| Усього     | 938       | 100%     |

## Економіка
Розташовані в Дейкалівці два приватних підприємства, що спеціалізуються на вирощуванні зернових та технічних культур і наданні сільськогосподарських послуг.

## Спорт
У селі є футбольний клуб «Чайка». 2010 року другій групі команда посіла III місце в турнірі на першість області.

## Інфраструктура
Працює відділення зв'язку, загальноосвітня школа I—III ступенів, дитсадок, Будинок культури, бібліотека, парк.
Дейкалівська медична амбулаторія обслуговує 1544 жителів Дейкалівської сільської ради.
|                  |                  |
| Будинок культури | Стадіон ФК Чайка |

|                    |             |
| ЗОШ І—ІІІ ступенів | Амбулаторія |

## Архітектура
У Дейкалівці збудовані такі пам'ятники:
- Меморіальний комплекс: надгробок на братській могилі радянських воїнів, полеглим 1943 року при визволенні села (збудований 1958 року);
- пам'ятник воїнам-односельчанам, загиблим у роки німецько-радянської війни (збудований 1974 року).

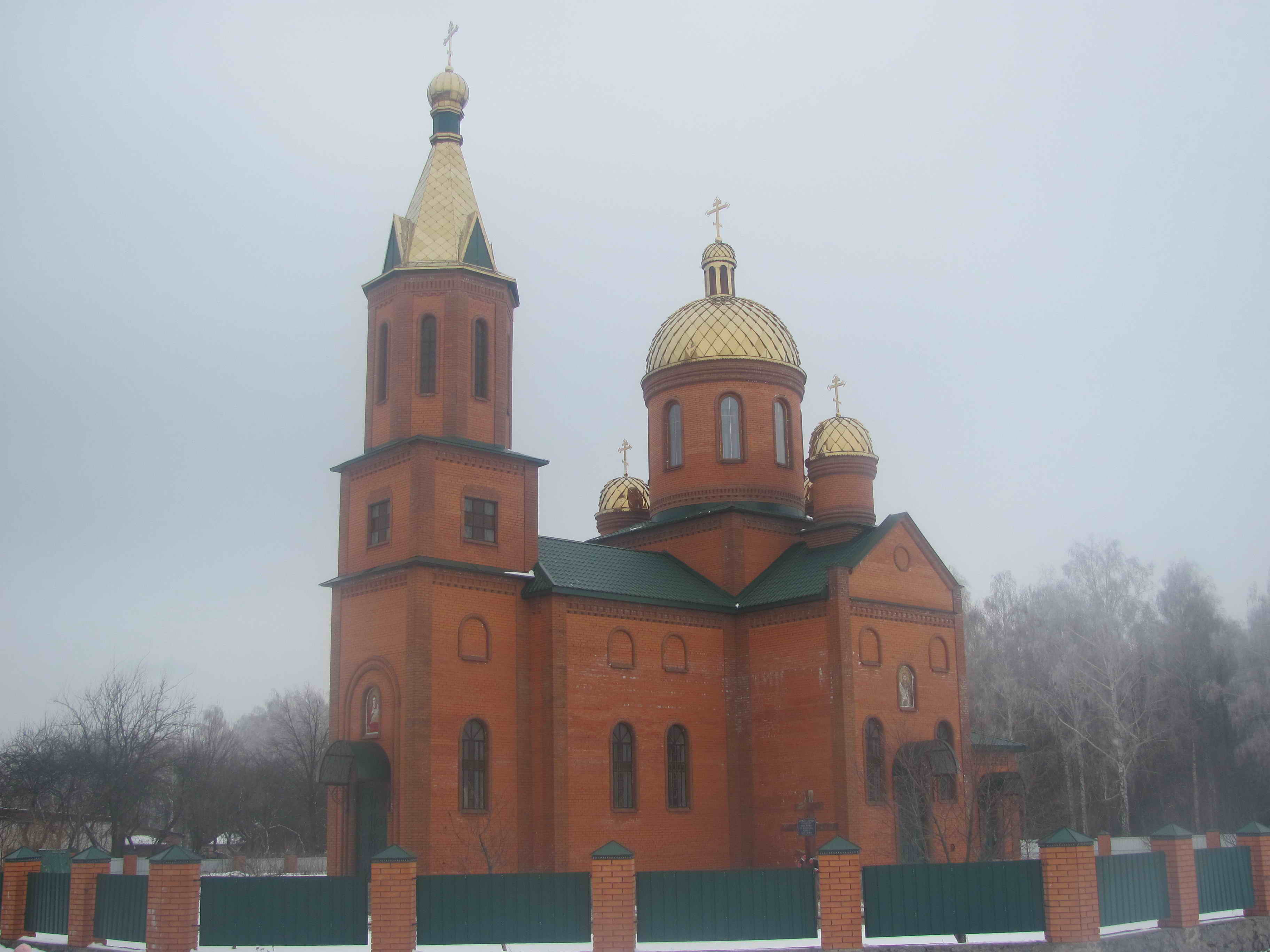
Храм Різдва Пресвятої Богородиці

### Культові споруди
- Всіхсвятська церква. Збудована на початку XIX століття. Дерев'яна. 1899 року поряд була збудована нова мурована церква. Старий храм не розібрали, тому церкви стояли поруч. З приходом до влади більшовиків, богослужіння в храмі припинились. Релігійна громада відновила діяльність 1942 року під час німецької окупації та проіснувала до 1960-х років.
- Різдвяно-Богородицька церква УПЦ МП. Найдавніша згадка припадає на 1774 рік, коли будівля була перебудована. 1886 року церкву поставили на мурований цоколь. 1895 року службу відвідувало 3658 парафіян.
Церкву зруйнували у 1960-х роках. У квітні 1994 року церква відновила діяльність. Богослужіння проводяться у новозбудованому мурованому храмі з прибудованою дзвіницею.

## Відомі люди
- Кулик Мусій Гордійович — кобзар (середина XIX ст.)[15]
- Гавриленко Дмитро Агапітович (26.10.1894 — 23.06.1985) — сотник 5-ї Херсонської стрілецької дивізії армії УНР. По завершенню збройної боротьби Армії УНР був інтернований в Польщі, де перебував станом на 28.02.1922 р. В Аргентині — від 1927 року. Інженер-лісівник, науковець-дослідник Міністерства лісів Аргентини, професор університету Сантаібо-дель-Естеро (Аргентина, 1960—1970).
- Затворницький Петро Прокопович — протоієрей, засновник першого в Російській імперії Товариства тверезості.
- Серго Юхим Юхимович (1913.02.07 — 2000.12.01 р.  Дніпропетровськ) — український вчений, доктор технічних наук, професор кафедри Збагачення корисних копалин Дніпропетровського гірничого інституту.
- Білик Сергій Федорович (1938—2008) — гірничий інженер, фахівець нафтогазової галузі, доктор технічних наук (1982), член Української нафтогазової академії.
- Мирінець Вадим Михайлович — солдат ЗСУ, загинув у боях за Щастя; в Дейкалівській школі відкрито меморіальну дошку його пам'яті[16].
- Онопрієнко Олександр Данилович — фахівець у галузі економічної безпеки (Інститут економіки та менеджменту Національного авіаційного університету).
- У селі мешкає три матері-героїні — Сіренко Катерина Григорівна, Суткова Марія Іванівна, кожна з них виховує п'ятеро дітей та Щербань Ганна Михайлівна, яка виховує сімох дітей[17].
- Мирінець Вадим Михайлович —  український військовик, учасник російсько-української війни[18].